# Taoejbaai
De Taoejbaai (Russisch: Тауйская губа; Taoejskaja goeba) is een baai in de Zee van Ochotsk in de oblast Magadan om het Russische Verre Oosten met een kustlengte van 75 kilometer. De gemiddelde breedte van de baai bedraagt 120 tot 130 kilometer en de gemiddelde diepte 40 tot 50 meter. De kust aan de oostzijde van de baai vertoont wat meer reliëf dan de andere kusten. De baai wordt ingesneden door schiereilanden en baaien, waaronder de Nagajevabaai. In het midden van de baai ligt de stad Magadan, die het startpunt vormde voor veel Goelaggevangenen tijdens hun periode in de Dalstroj, waarvan velen het niet overleefden. Bij de ingang van de baai bevinden zich de eilanden Spafarjev en Zavjalov. In de baai monden de rivieren Taoej, Jana, Arman en Ola uit.